# Axel Wernhoff
Sture Axel Wernhoff, född 23 juni 1958, är en svensk diplomat, och chef för Sveriges delegation vid Nato.

## Biografi
Wernhoff har tjänstgjort på ambassaderna i Kuala Lumpur och Wien samt på Statsrådsberedningen och Utrikesdepartementets (UD) ministerkansli. Han har vidare varit biträdande chef för UD:s enhet för Europeiska unionen. Wernhoff var därefter generalkonsul i Jerusalem 2010-2014. Han utnämndes till ambassadör i Oslo den 26 juni 2014 med tillträde hösten 2014. Den 1 oktober 2018 tillträdde han som chef för delegationen vid NATO i Bryssel.

## Utmärkelser
- 2:a klass / Storofficer av Italienska republikens förtjänstorden (24 mars 2009)[5]